# Те, чого вже немає
«Те, чого вже немає» — дебютний альбом гурту «Біла Вежа».
Альбом вийшов після 7 років існування гурту. Випущений під лейблом «Наш Формат».

## Відгуки
У рецензії від сайту «Рок-око» зазначається, що всі пісні наповнені хард-роковою естетикою та романтизацією героїзму, що їх полюбляють підлітки Роман Мелещенко на сайті Київського рок-клубу поставив альбому 5 з 10 та відзначив гарну лірику, проте критикував відсутність драйву, агресії, міці вокалу. Російський рецензент з сайту «Rock-Review» визначає стиль альбому близьким до «хеві-метал» «Твердою четвіркою» відмітив альбом рецензент з російського сайту «Metal Library», відзначивши добрий голос соліста, баладні композиції та бойовики.

## Треки
1. «Все марно»
2. «Чорний стяг»
3. «Твоє ім'я»
4. «З ким будеш ти?»
5. «Володарі доріг»
6. «Я допоможу тобі»
7. «Спливає час»
8. «В'язень»
9. «Золота лихоманка»